# Delirio (personaggio)
Delirio (Delirium) è uno degli Eterni, i personaggi immaginari della serie a fumetti The Sandman di Neil Gaiman.

## Biografia del personaggio
Delirio, nota nella cultura greca come Mania, è la più giovane degli Eterni, anche se è più vecchia del resto dell'esistenza lasciando intendere che sia perfino più antica di Destino e Morte. È una ragazza bassina e magra, e non sembra avere più di quattordici anni. Uno dei suoi occhi è blu, e l'altro è verde. I suoi capelli cambiano stile e colore costantemente, così come i suoi vestiti. La sua ombra non riflette le sue forme, ed è tangibile, come il velluto. Si dice che faccia odore di sudore, tarda notte, vino acido e pelle vecchia. Il suo sigillo nelle gallerie degli altri Eterni è un turbine astratto e multicolore anche se si può intuire che sia quello che il suo regno avessero una forma diversa quando ancora era Delizia. Il suo regno è un costante masso di colori di strani oggetti e forme in cambiamento, e contiene una meridiana con l'iscrizione "Tempus Frangit" ("il tempo consuma", un gioco di parole della frase latina "tempus fugit", "il tempo fugge"). Delirio viaggia con al fianco una specie di "guardiano", un pastore tedesco di nome Barnabas, un prestito indefinito di suo fratello Distruzione. Ad un certo punto, Delirio comparve brevemente come un centinaio di pesci colorati simile alla trasformazione di Morpheus in un gatto o una volpe.
Prima incarnata come Delizia, si trasformò in Delirio per ragioni sconosciute anche a Destino. La si può notare come una giovanissima ragazza nelle vesti di Delizia in Endless Nights, una raccolta di storie a proposito degli Eterni; una sua statua come Delizia può essere notata nel giardino di Destino in Brief Lives, e il suo ritratto ufficiale nella galleria di Destino la descrive come Delizia, non Delirio, in Season of Mists. È sbadata e si distrae facilmente, spesso dimentica di cosa sta parlando, e se ne esce con osservazioni anticonformiste e apparentemente incongruenti. Todd Klein, il letterista della serie, disegna il suo modo di parlare come delle lettere che non si allineano, su uno sfondo multicolore, che a volte cambia colore a seconda del suo umore (rosso per la rabbia, blu e verde per la calma, ecc.). Molto occasionalmente è in grado, con uno sforzo, di controllarsi nel pensiero e nelle conversazioni, al cui punto il suo modo di parlare viene disegnato più dettagliatamente e lo sfondo assume un colore quasi bianco. Questo sforzo, come affermò lei stessa, le causa dolore. Il suo modo di parlare in Endless Nights prende la stessa forma, con qualche lettera ordinata e uno sfondo simile ad un debole arcobaleno. La sua personalità è molto estasiante, rispondendo giubilante a quasi ogni azione come reagire con gioia venendo tenuta nella bocca di Wyvern il Drago. Delirio si arrabbia facilmente quando viene trattata con maleducazione, come quando fece impazzire un ufficiale di polizia perché punì la sua guida spericolata, o minacciando Mazikeen di farle un incantesimo che l'avrebbe trasformata in un demone con due facce pazzamente innamorato del suo boss.
Gli altri Eterni (in particolare Morte e Distruzione) sembrano essergli affezionati, in vari gradi, e sembrano protettivi verso di lei. In cambio, lei è affezionata a loro, in particolare verso Distruzione. Si presunse in Brief Lives che la sua relazione con Sogno fu originariamente più dura, poiché la giovane aveva spesso paura di lui. Sogno d'altro canto vedeva la sorella come una seccatura, ma gli eventi di Brief Lives cambiarono la loro relazione, poiché Sogno ammise che gli piaceva Delirio e che si arrabbiava quando non era felice. Delirio in cambio si affezionò a Sogno e cercò disperatamente di salvarlo in Kindly Ones tentando di persuaderlo dall'unirsi a lei per la sua ricerca di Barnabas.
Delirio comparve nella maggior parte delle sequenze inventive della serie, in particolare nella settima raccolta, Brief Lives, in cui lei e Sogno tentarono di rintracciare Distruzione. Una delle parti più in evidenza su di lei vide Delirio su un letto in un hotel con in mano una bottiglia di liquido per fare le bolle, e soffiando bolle di forme diverse - diamanti, croci, gatti, e quello che sembrò essere Totoro, dalla serie animata giapponese Il mio vicino Totoro (probabilmente uno scherzo visivo da parte dell'artista Jill Thompson). In più, in un momento molto importante nella storia, Destino diede a Sogno delle informazioni su come avrebbe potuto raggiungere Distruzione. A causa dell'angoscia di Sogno a queste informazioni, Delirio si costrinse a tramutarsi in nebbia e a scomparire, e divenne una creatura molto simmetrica, riflettendo le parole di Distruzione secondo cui gli Eterni potevano riflettere i propri due aspetti (nel caso di Delirio il secondo aspetto è l'ordine/salute mentale).
Si può notare che Delirio una volta esibì una forma di ordine molto profonda. Verso la fine di Brief Lives, dove raccontò a Distruzione dei passi che lei e Sogno dovettero fare per trovarlo, le sue sembianze - i capelli, i vestiti, ecc. - ricapitolarono in quasi nello stesso ordine della sua comparsa originale. Il riassunto del suo lungo e vagante viaggio sembrò senza senso, ma i lettori poterono notare che descrisse più o meno accuratamente tutto ciò che le capitò - certo non come lo avrebbe spiegato qualcun altro.
Delirio sembrò anche sapere molte cose sconosciute ai suoi fratelli, implicando che fosse la più saggia degli Eterni. Lo disse quando fu presa in giro da Desiderio durante l'incontro della famiglia in Season of Mists. Alla fine di Brief Lives, Distruzione descrisse una situazione in cui Morte gli disse che tutti loro sapevano tutto e che fingevano che non fosse così, ma anche che né lui né Sogno ci credevano veramente. Delirio, tuttavia, disse "Lei ce l'ha. um. Ragione. Una specie. Non sapere tutto è ciò che lo rende ok, a volte" ("Uno che sa troppo, alla fine impazzisce". "Uno che conosce la verità come verità e nient'altro può comprendere questo mondo di bugie"). Successivamente, Delirio denigrò il costante riferimento di Sogno alle sue responsabilità e rivelò una comprensione più profonda della natura degli Eterni e che le loro azioni affermavano l'alterazione e la deformazione dello stesso universo.
Delirio affermò di conoscere i percorsi all'esterno del giardino di Destino, che solo a lei era concesso di percorrere. Lo rivelò quando si confrontò con Destino dopo che depresse Sogno, ricordando a Destino che anche lui non sapeva tutto, come ad esempio il motivo che trasformò Delizia in Delirio. Nella storia "Sulla Penisola", affermò che ci potevano essere molti possibili futuri, come squilioni di vermi che si contorcono nello stesso posto. Disse anche di conoscere quel posto, e che era un posto noto: allora sua sorella prese il libro di Destino e vi mise fine. Oltre a Morte, Delirio sembra l'unica Eterna che sapeva qualcosa a proposito dell'esistenza fuori/dopo l'universo.
Delirio, come i suoi fratelli, esibì una forma di profetica conoscenza; tuttavia, le sue profezie raramente avevano un senso finché non fosse stato tardi per fare qualcosa a proposito, e nessun altro personaggio era in grado di riconoscerle. In Brief Lives, persuase un uomo a dare alla ballerina Tiffany dei soldi, e Tiffany successivamente divenne l'unica mortale a sopravvivere ad un'esplosione dell'edificio in cui stava ballando; in Kindly Ones, sapeva molto bene che suo fratello era nei guai e tentò invano di persuaderlo ad aiutarla a trovare il suo cane, Barnabas; poi, quando lesse la frase "Disse il Corvo" dalla poesia di Edgar Allan Poe, "Il Corvo", disse "Whatever" (cioè, "fa lo stesso"), di cui la pronuncia "ev" fu detta da Matthew the Raven in tutto il fumetto.
Nella storia "Sulla Penisola", l'archeologa che parlava con Distruzione notò che Delirio poteva avere il cuore spezzato, e in "Fiabe e Riflessioni" Delirio menzionò che una volta era stata promessa in sposa. Tutto ciò lascia presumere che all'origine quando ancora Delirio era Delizia, abbia subito un terribile shock che la spezzò dentro facendola trasformare in Delirio.
Nella storia di Delirio in Endless Nights, "Going Inside", Delirio, si ritirò nel suo regno così in profondità che nessuno fu in grado di ritrovarla, salvo cinque umani malati di mente messi insieme da Daniel, Matthew e Barnabas, come unici sufficientemente matti da poter entrare in quel regno illesi per poi ritrovarla.

## Ispirazione per il personaggio
La fonte di ispirazione più comune per Delirio fu quella della personale amica di Neil Gaiman, Tori Amos ("...Neil credeva che io fossi più Delirio che Tori, e Morte mi insegnò ad accettarlo..."). Tuttavia, in The Sandman Companion Gaiman affermò specificamente che non incontrò Tori Amos che anni dopo la creazione di Delirio. In quel fumetto, Gaiman elencò le sue immediate ispirazioni nella scrittrice femminista post-moderna Kathy Acker, nell'artista Jill Thompson, e in parte sé stesso. Affermò più avanti "Delirio fu creata prima che incontrassi Tori, ma rubammo entrambi da noi stessi senza vergogna".